# PMP2
PMP2‏ (Peripheral myelin protein 2) هوَ بروتين يُشَفر بواسطة جين PMP2 في الإنسان.